# Cesarski valček
Cesarski valček (nemško Ich küsse Ihre Hand, madame) je ameriški glasbeni film iz leta 1948, ki ga je režiral Billy Wilder in v glavnih vlogah zaigrala Bing Crosby in Joan Fontaine. Film, ki sta ga napisala Wilder in Charles Brackett, govori o drznem ameriškem prodajalcu gramofonov v Avstriji na prehodu v dvajseto stoletje, ki poskuša cesarja Franca Jožefa prepričati, naj kupi gramofon, da bo izdelek pridobil naklonjenost pri avstrijskem ljudstvu. Cesarski valček je nastal po resničnem dogodku, v katerem je sodeloval Franz Jožef I. Film je bil posnet na lokaciji v narodnem parku Jasper v Kanadi , premierno predstavljen spomladi 1948 v Londonu, Los Angelesu in New Yorku, uradno pa je bil objavljen v ZDA 2. julija 1948. Film je bil leta 1949 nominiran za oskarje za najboljšo kostumografijo in najboljšo glasbo ter dobil nominacijo za nagrado Writers Guild of America za najboljši ameriški glasbeni film .

## Zgodba
Na prehodu v dvajseto stoletje se je potujoči prodajalec Virgil Smith (Bing Crosby) večkrat odpeljal na Dunaj v Avstrijo v upanju, da bo prodal gramofon cesarju Francu Jožefu, katerega nakup nedavnega ameriškega izuma bi lahko spodbudil njegovo priljubljenost pri avstrijskem prebivalstvu. Obenem grofica Johanna Augusta Franziska von Stoltzenberg-Stolzenberg (Joan Fontaine) in njen oče baron Holenia praznujeta dejstvo, da je bila njuna črna pudlica Scheherezada izbrana za parjenje s cesarjevim pudljem. Ko se oddaljujejo od palače, srečajo Virgilja in njegovega belega foksterierja Buttonsa, katerega ravs s Scheherezado vodi v razpravo o razrednih razlikah.
Ko Scheherezada doživi živčni zlom, jo zdravi veterinar dr. Zwieback, ki izvaja frojdovsko psihologijo in svetuje Johanni, naj svojega psa prisili, da se sooči z Buttonsom, da bi razblinila svoj strah. Ko se psa ponovno združita, začnejo leteti romantične iskre ne samo med živalma, ampak tudi lastnikoma. Veliko časa preživljata skupaj, med katerim sta bila Šeherezada in prodajalčev pasji prijatelj brez nadzora lastnikov.
Virgil na koncu prepriča Johanno, da resnična ljubezen lahko premaga družbene razlike in prosi cesarja za njeno roko. To je odločilni prizor v filmu, ki sicer lažji filmski zaplet dvigne na višjo raven. Cesar je prisrčen in očetovski z Virgiljem in se do njega vede s spoštovanjem in celo kančkom občudovanja. Vendar je prepričan, da Johanna nikoli ne bi mogla biti srečna, če bi živela v Newarku v New Jerseyju. »Nismo boljši od vas«, žalostno razlaga cesar, »mislim, da ste morda boljši od nas. Vendar smo kot polži: če nas vzamete iz naših veličastnih hišk, umremo«.
Nazadnje cesar pove Virgilu o katastrofalnem koncu več podobnih zvez, ki jih je videl v svojem dolgem življenju in mu da ponudbo: podprl bo gramofon - kar bo Virgilu prineslo ogromno prodajo in dobiček - če se odpove Johanni. Virgil ponudbo odkloni, zelo užaljen, toda cesar mu postavi še eno vprašanje: »Ali ste prepričani, da ji boste zadostovali?«
Z vprašanjem se odpravi domov in Virgil se odloči, da preveč ljubi Johanno, da bi lahko tvegal, da bi ji uničil življenje. Laže ji, češ, da jo je uporabljal samo zato, da je dobil priporočilo cesarja za prodajo svojih izdelkov in odide na videz nelojalno, zaradi česar postane zlobnež.
Nekaj mesecev pozneje, ko Scheherezada skoti leglo belih mladičkov s črnimi packami, je očitno, da so Buttonsovi in ne, kot so vsi mislili, cesarjeve pudlice. Ker se boji  cesarjeve reakcije, baron Holenia pove cesarju, da so bili mrtvorojeni in jih skrivaj odloži, da bi se utopili. Vendar pa Virgil, ki se je prikradel v palačo, da bi zadnjič videl Johanno in se poslovil, preden bi odšel v Ameriko, reši mladičke in se sooči s cesarjem, za katerega meni, da jih je ukazal utopiti. Cesar zahteva pojasnitev od Holenia, ga močno kaznuje in prosi Virgila, naj mu da mladičke.
Toda Virgil je še vedno besen in nadaljuje grajati cesarja zaradi razrednega snobizma, za katerega meni, da je Holenia poskušal utopiti mladiče. Tako je jezen, da pozabi, da Johanna stoji tam in posluša, ko cesarju razlaga da se nikoli ne bi smel odpovedati Johanni. Johanna spozna, kaj je storil Virgil in mu odpusti in reče cesarju, da je bolje, da z Virgilom izkoristi priložnost za srečno življenje, kot pa nobene možnosti pri nekom, ki ga ne more ljubiti. Cesar se strinja, da se Virgil in Johanna poročita.

## Zasedba
- Bing Crosby kot Virgil Smith
- Joan Fontaine kot grofica Johanna Augusta Franziska
- Roland Culver kot baron Holenia
- Lucile Watson kot princesa Bitotska
- Richard Haydn kot cesar Franz Jožef
- Sig Ruman kot dr. Zwieback
- Harold Vermilyea kot Chamberlain
- Julia Dean kot nadvojvoda Stephanie
- Bert Prival kot šofer
- Alma Macrorie kot lastnica gostilne
- Roberta Jonay kot sobarica
- John Goldsworthy kot Obersthofmeister
- Cyril Delevanti kot diplomat
- Frank Mayo kot politik

## Produkcija
Po izidu The Lost Weekend konec leta 1945 sta Billy Wilder in Charles Brackett začela sodelovati pri filmu o težavah, s katerimi se soočajo ameriški vojaški uslužbenci, nameščeni v Evropi po drugi svetovni vojni. Wilder je odšel v Evropo, da bi raziskal projekt, vendar so ga obiski koncentracijskih taborišč tako motili, da se je vrnil v Hollywood, odločen, da bo namesto njega napisal in režiral glasbeno komedijo. Binga Crosbyja je poznal že od sodelovanja s Paulom Whitemenom, on in Brackett pa sta prispevala k Crosbyjevemu filmu Rhythm on the River iz leta 1940. Ker je bil Crosby vodilna zvezda Paramount-a in je bil Wilder glavni direktor studia, je bilo vodstvo enostavno prepričati za sodelovanje. Wilder se je spomnil, ko je bral o danskem izumitelju, ki je demonstriral magnetno snemalno napravo za Franca Jožefa I. Avstrijskega v upanju, da bo cesar pomagal financirati njegov izum in on in Brackett sta ta del zgodovinskega dejstva uporabila kot izhodišče za svoj scenarij, ter ga sprva imenovala Dunajska zgodba.
Glavna snemanja so se začela junija 1946 v nacionalnem parku Jasper v kanadskem Skalnem gorovju, v provinci Alberta. Studio je stalo 20.000 dolarjev, da so jih odpeljali iz Kalifornije in jih postavili na lokacijo, ker Wilder ni bil zadovoljen s pogledom na domača drevesa. Prav tako je posadil 4000 belih marjetic, obarvanih modro, da bi se bolje fotografirale .
Delo z Bingom Crosbyjem se je od začetka izkazalo za problematično. Med prizori je komaj sodeloval z vodilno gospo Joan Fontaine, na posodo od RKO Radio Pictures, ki se je pozneje spomnila: »Crosby mi ni bil zelo vljuden ... Nikoli ni bilo običajnega spoštljivosti. Jaz sem bila takrat zvezda, vendar je z mano ravnal tako, kot da še nikoli ni slišal zame.« Pevec je navadno ignoriral tudi svojega režiserja. Po besedah Fontaina: »Ni bilo, da je imel kaj proti gospodu Wilderju. Enostavno mu ni posvečal veliko pozornosti. Enkrat mi je rekel, da ima nekaj težav z razumevanjem njegovega smešnega naglasa«. Še huje, Crosby je po navadi spremenil svoj dialog, rekoč »tako, kot je to čutil v tem trenutku«, Wilder pa je bil znan po tem, da je vztrajal, da so njegove vrstice natančno napisane. »Bing Crosby je deloval po svoje, ne za skupino ali film«, se je spomnil Wilder. »Bil je velika zvezda, največja in mislil je, da ve, kaj je dobro zanj«.
Kanadsko vreme se je izkazalo za neuspešno, Fontaine je bil nekaj časa bolan in v nekem trenutku je Wilder opravil manjši operativni poseg. Kot rezultat tega je film presegel urnik in proračun, Wilder pa je med postprodukcijo naletel na težave. To je bil njegov prvi barvni film in bil je nezadovoljen s tem, kako so izgledali zunanji posnetki v Technicolorju. Velik del rastlinstva, ki je domač na območju, je bilo ročno poslikano, da bi dalo bolj avtentičen videz. Čeprav je bil glavni del končan septembra 1946, je bil film premierno prikazan šele 30. aprila 1948 v Londonu, v Los Angelesu 26. maja, v Radio City Music Hall v New Yorku 17. junija, v ZDA pa je 2. julija prišel v široko predvajanje.
Wilder je pozneje priznal: »Slika ni bila taka, kot sem si želel ... Ozrl sem se nazaj v svoje otroštvo v Avstriji - valčki, tirolski klobuki, kremni profiteroli - zaprl tisto, kar je prišlo kasneje«, sklicevanje na Dunaj, ki ga je obiskal pred začetkom filma. »Rad bi naredil film kot poklon Lubitschu. Poklon Lubitschu to ni bil«.

## Glasba
Glasbo za film je sestavil Victor Young. Bing Crosby je imel nekaj uspeha z naslovom The Kiss in Your Eyes, z besedilom Johnnyja Burkeja in melodijo iz operete Der Opernball Richarda Heubergerja. Burke je prispeval tudi besedila pesmi Friendly Mountains, ki temelji na dveh avstrijskih ljudskih pesmih in Cesarski valček z glasbo Johanna Straussa mlajšega, on in Jimmy Van Heusen pa sta sodelovala pri Get Your Phonograph. Slednja pesem ni bila uporabljena v končni različici filma. Poljujem tvojo roko, gospa (I Kiss Your Hand, Madame) je bila Fritza Rotterja in Ralpha Erwina, Arthur Pryor pa je napisal Whistler in njegov pes. V filmu je slišati tudi Santa Lucia, barkarolo, ki jo popularizirajo beneški gondolerji. Januarja in marca 1947 je Crosby posnel štiri pesmi za Decca Records, izdali pa so jih kot 2-ploščni album s 78 vrt / min z naslovom Bing Crosby - The Emperor Waltz. Crosbyjeve pesmi so bile vključene tudi v hollywoodsko serijo Bing's.

## Sprejem
Film je bil leta 1948 uvrščen na 14. mesto najbolj priljubljenih filmov v ZDA in je zaslužil 3.209.000 dolarjev.
Bosley Crowther iz New York Timesa je opazil: »Predstavljajte si vse v Technicolorju, z dvorjani v utripajočih uniformah, damami v elegantnih oblekah in Bingom s starim slamnatim klobukom, in  pošteno razumete možnosti in vzdušje ... Brackett in Wilder sta sestavila ležernost in šarm – ter z veliko mero pametnega humorja – za borno idejo. In Bing je priskrbel snov, ki ji absurden mehurček morda primanjkuje ... Postavljeno proti krasnim gorskim prizoriščem in bogatim palačnim sobam, je Cesarski valček projekt, ki bi moral modro Donavo spremeniti v bleščeče zlato« .
Variety je zapisal, da je v filmu »preprost zrak, ki se popolnoma ujema s Crosbyjevim slogom naravne komedije. Soigralka Joan Fontaine, bolj znana po težkih, resnih vlogah, kaže prilagodljivost, ki se lepo prilega lažjim zahtevam in zagotovo dosega rezultate. s šarmom in talentom kot Crosbyjeva kontrast« .
John McCarten iz The New Yorker je film poimenoval »prijeten košček razvajanja«, in dodal: »To je starodavna zadeva, v redu, ampak Bing Crosby v vlogi prodajalca fonogramov vse naredi brez napora in kratkočasno in Joan Fontaine kot grofica razkriva lep talent za farso«. 
Poznejša ocena Channel 4 pravi: »Ta sladka in boleča zgodba bi lahko ostala le malenkost za pozabo, če ne bi bilo peresa in objektiva Wilderja, enega velikanov. Tako malo je slabih Wilderjevih filmov, da je en ta grozen in obupno srce parajoč« .

## Nagrade in nominacije
Edith Head in Gile Steele sta bila nominirana za oskarja za najboljšo barvno kostumografijo, a sta izgubila proti Dorothy Jeakins in Barbare Karinske za Joan of Arc. Prvo leto so podelili nagrado v tej kategoriji. Victor Young je bil nominiran za oskarja za najboljše Best Scoring of a Musical Picture, vendar sta izgubila proti Johnnyju Greenu in Rogerju Edensu za Velikonočno parado.
Wilder in Brackett sta bila nominirana za nagrado Writers Guild of America za najboljši ameriški muzikal, vendar sta izgubila s Sidney Sheldon, Frances Goodrich in Albert Hackett za Velikonočno parado .